# Sotirios Bretas
Sotirios Bretas (griechisch Σωτήρης Μπρέτας, * 12. März 1990 in Volos) ist ein griechischer Radsportler, der in den Kurzzeitdisziplinen auf der Bahn aktiv ist. Außerdem startet er als Pilot im Paracycling.

## Sportliche Laufbahn
Seit 2006 ist Sotirios Bretas als Bahnradsportler aktiv. Seitdem errang er mindestens 18 nationale Titel (Stand 2019). Bei den UCI-Junioren-Weltmeisterschaften 2009 errang er Silber im Keirin. Ab 2012 stand Bretas auf nationaler Ebene im Schatten von Christos Volikakis, bis dieser 2016 beschloss, künftig in den Ausdauerdisziplinen auf der Bahn zu starten. Anschließend gewann Bretas weitere griechische Meistertitel.
Bei den Paracycling-Bahnweltmeisterschaften 2020 führte Bretas seinen sehbehinderten Landsmann Christos Sandalakis als Pilot auf dem Tandem. Gemeinsam mit der griechischen Mannschaft errang er Bronze im Mixed-Teamsprint.

## Doping
Im Dezember 2022 wurde Bretas positiv auf Anabole Steroide getestet und in der Folge für vier Jahre gesperrt.

## Erfolge

### Elite
2006
- Griechischer Jugend-Meister – Sprint, 500-Meter-Zeitfahren

2007
- Griechischer Junioren-Meister – Scratch, Teamsprint (mit Zafeiris Volikakis und Dimitris Voukelatos)

2008
- Junioren-Weltmeisterschaft – Keirin
- Griechischer Junioren-Meister – Sprint, Keirin, Teamsprint (mit Stefanos Kougkoulos und Vasileios Sventzouris)

2012
- Griechischer Meister – Sprint, Teamsprint (mit Ilias Kourtelis und Athanassios Panagiotis Papavasileiou)

2016
- Griechischer Meister – Sprint, Keirin, 1000-Meter-Zeitfahren

2018
- Griechischer Meister – Sprint, Keirin, 1000-Meter-Zeitfahren

2019
- Griechischer Meister – Sprint, Keirin, Teamsprint (mit Zafeiris Volikakis und Ioannis Kalogeropoulos)

2020
- Griechischer Meister – Sprint, 1000-Meter-Zeitfahren, Teamsprint (mit Theocharis Tsiantos und Zafeiris Volikakis)
- Europameisterschaft – Keirin, Teamsprint (mit Ioannis Kalogeropoulos und Konstantinos Livanos)

2021
- Griechischer Meister – 1000-Meter-Zeitfahren, Teamsprint (mit Christos Volikakis und Ilias Tountas)

2022
- Griechischer Meister – Sprint, Keirin, 1000-Meter-Zeitfahren

### Paracycling
2020
- Weltmeisterschaft – Mixed Teamsprint (mit Elena Kalatzi,  Argiro Milaki und Christos Sandalakis)